# Phép lặp
Phép lặp (tiếng Anh: iteration) là sự lặp lại của một quá trình để tạo ra một chuỗi kết quả (có thể không bị ràng buộc). Chuỗi này sẽ tiếp cận một số điểm cuối hay giá trị cuối. Mỗi lần lặp lại của quá trình là một lần lặp duy nhất, và kết quả của mỗi lần lặp là điểm bắt đầu của lần lặp kế.
Trong toán học và khoa học máy tính, phép lặp (cùng với kĩ thuật đệ quy liên quan) là một yếu tố tiêu chuẩn của thuật toán.